# 长州五杰

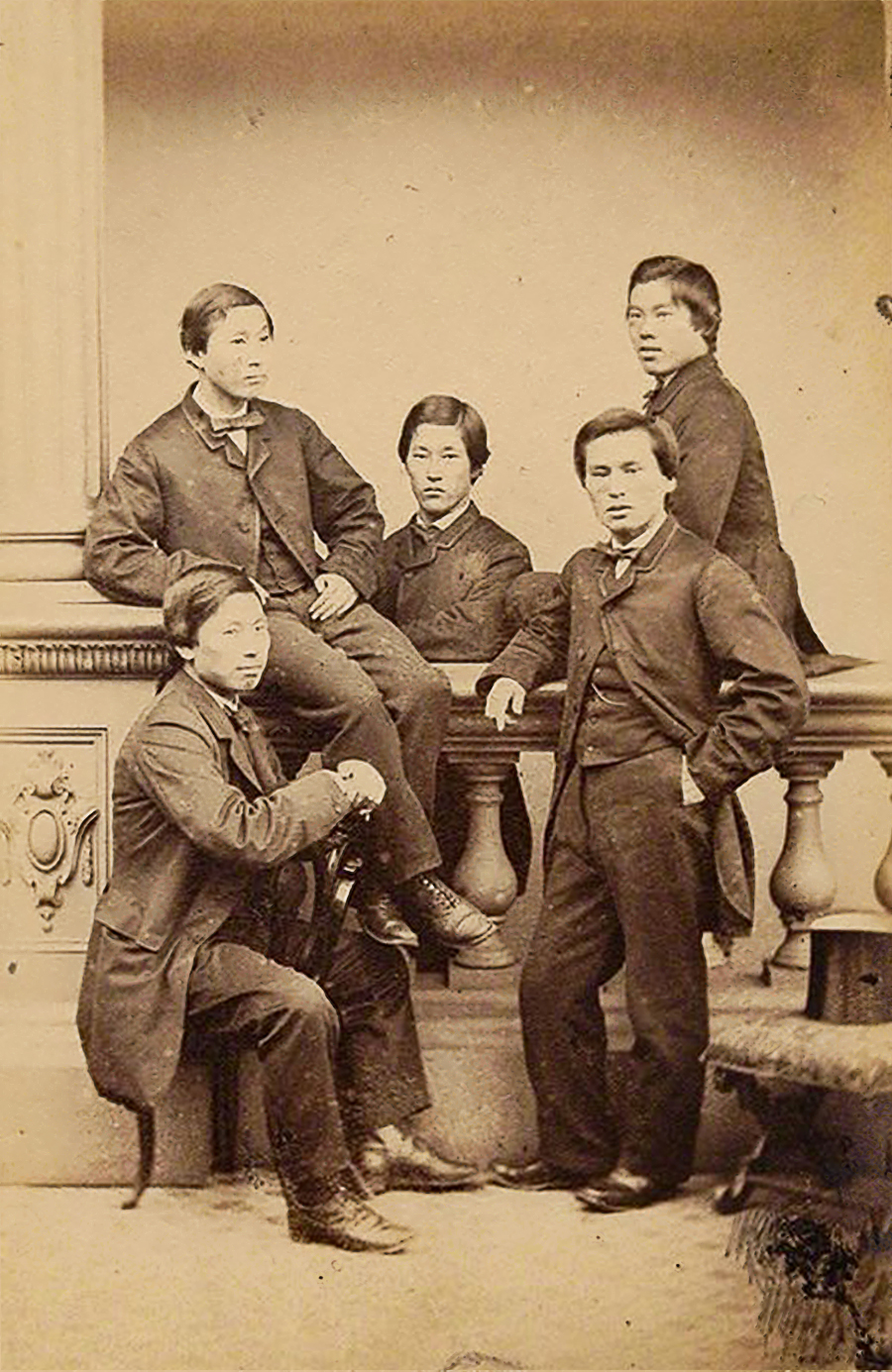
長州五傑於1863年在英國倫敦合影，分別為：遠藤謹助（上排左）、野村彌吉（上排中央）、伊藤俊輔（上排右）、井上聞多（下排左）、山尾庸三（下排右）

长州五杰（日语：／ Chōshū Goketsu */?）指的是日本江戶时代末期长州藩政府秘密派往英国留学的五位藩士，包括伊藤博文（伊藤俊輔）、山尾庸三、井上勝（野村彌吉）、井上馨（井上聞多）、远藤谨助。他们均在后来明治维新和之后的明治政府中发挥了重要作用。

## 历史
1863年，五人在英国驻日领事Anthony James Gower和怡和洋行驻横滨机构的帮助下，化装为英国水手到达上海，然后，藏在一艘鸦片船中，再分为两组，跨海抵达英国，入读伦敦大学学院。导师为亚历山大·威廉·威廉姆逊（Alexander William Williamson）。
伊藤博文和井上馨因国内发生与英法美荷4国作战的下關戰爭，于1864年緊急回国调停。伊藤后曾担任日本首相。井上馨曾任外交等部大臣。
远藤谨助于1866年回国，曾任日本造币局局长。
山尾庸三后转到蘇格蘭格拉斯哥，在造船廠做為學徒半工半读。1868年回国，曾任工部大臣、法制局长官，创建了东京大学工学院前身，并担任日本工学会会长36年。在日本创办了第一所聋哑学校。
井上勝于1868年回国，曾任遞信省鐵道廳長官，是日本铁道之父。